# São Sebastião do Anta (ort)
São Sebastião do Anta är en ort i Brasilien.   Den ligger i kommunen São Sebastião do Anta och delstaten Minas Gerais, i den sydöstra delen av landet, 700 km sydost om huvudstaden Brasília. São Sebastião do Anta ligger 750 meter över havet och antalet invånare är 5 739.
Terrängen runt São Sebastião do Anta är kuperad. Närmaste större samhälle är Ubaporanga, 19,9 km sydväst om São Sebastião do Anta.
Omgivningarna runt São Sebastião do Anta är huvudsakligen savann. Runt São Sebastião do Anta är det ganska glesbefolkat, med 40 invånare per kvadratkilometer.